# Patrijarha Joanikija
La rue Patrijarha Joanikija (en serbe cyrillique : Патријарха Јоаникија) est située à Belgrade, la capitale de la Serbie, dans la municipalité urbaine de Rakovica.
La rue est ainsi nommée en hommage au patriarche Joannice (en).

## Parcours
La rue Patrijarha Joanikija prend naissance au carrefour des rues Kneza Višeslava et Pilota Mihaila Petrovića. Elle s'oriente d'abord vers le sud-ouest et traverse Vidikovački venac ; elle s'oriente ensuite vers le sud et longe l'Ibarska magistrala, la « route de l'Ibar », qui constitue la voie de communication la plus importante depuis Belgrade vers l'ouest et le sud-ouest de la Serbie. Il se termine au carrefour des rues 11. krajiške divizije et Gočka, au niveau d'un échangeur qui permet de rejoindre l'Ibarska magistrala.

## Économie
Un supermarché Maxi est situé au n° 17g de la rue.

## Transports
La rue est desservie par plusieurs lignes de bus de la société GSP Beograd, soit les lignes 23 (Karaburma II – Vidikovac), 53 (Zeleni venac – Vidikovac), 59 (Slavija – Petlovo brdo), 89 (Vidikovac – Čukarička padina – Novi Beograd Blok 61), 521 (Vidikovac – Bora Kečić) et 534 (Cerak vinogradi – Ripanj).